# Grantham (New Hampshire)
Pour les articles homonymes, voir Grantham (homonymie).
Grantham est une municipalité américaine située dans le comté de Sullivan au New Hampshire. Selon le recensement de 2010, sa population est de 2 985 habitants.

## Géographie
La municipalité s'étend sur 28,05 milles carrés (72,65 km2), dont 0,88 milles carrés (2,28 km2) d'étendues d'eau.

## Histoire
La localité est nommée en l'honneur de Thomas Robinson, 1er baron Grantham. Elle devient une municipalité en 1761. Elle prend le nom de New Grantham en 1788, avant de redevenir Grantham en 1818.